# سیم‌کشی ساختمان با آلومینیوم
سیم‌کشی ساختمان با آلومینیوم نوعی سیم‌کشی برق برای ساخت و سازهای مسکونی یا خانه‌هایی است که از رساناهای الکتریکی آلومینیومی استفاده می‌کند. آلومینیوم نرخ رسانایی به وزن بهتری نسبت به مس دارد و بنابراین برای سیم‌کشی شبکه‌های برق، از جمله خطوط انتقال هوایی برق و خطوط توزیع برق محلی و همچنین سیم‌کشی برق برخی هواپیماها، از آن استفاده می‌شود. شرکت‌های تأسیساتی از اواخر دهه ۱۸۰۰ تا اوایل دهه ۱۹۰۰ از سیم آلومینیوم برای انتقال برق در شبکه‌های برق استفاده کرده‌اند. آن از نظر هزینه و وزن نسبت به سیم‌های مسی مزایایی دارد. سیم آلومینیوم در کاربردهای انتقال و توزیع برق امروزه همچنان ماده ترجیحی است.

سیم آلومینیوم مورد استفاده برای کاهش سرویس مخارج جدید از شرکت برق به خانه

سیم مفتولی مدار الکتریکی آلومینیوم (بالا) و سیم مفتولی مدار الکتریکی مسی (پایین)

## چالش‌ها و مسائل
استفاده از سیم‌کشی آلومینیوم مفتولی قدیمی در ساخت و سازهای مسکونی منجر به خرابی اتصالات دستگاه‌های الکتریکی شده است، طبق کمیسیون ایمنی کالاهای مصرفی ایالات متحده (CPSC) در آتش‌سوزی خانه‌ها نقش دارد و در برخی مناطق ممکن است تهیه بیمه صاحبان خانه برای خانه ای با سیم آلومینیوم قدیمی، دشوار باشد. چندین دلیل ممکن وجود دارد که این اتصالات از کار بی‌افتد. دو دلیل اصلی، تأسیسات نامناسب (تبحر ضعیف) و تفاوت در ضریب انبساط بین سیم آلومینیوم مورد استفاده در دهه ۱۹۶۰ تا اواسط ۱۹۷۰ و پایه‌ها بودند، به ویژه هنگامی که یایه با یک پیچ فولادی بر روی یک دستگاه الکتریکی بود. خطرات گزارش شده با سیم‌کشی مدار الکتریکی آلومینیومی مفتولی قدیمی (کوچکتر از no. 8 AWG) مرتبط هستند

### اتصالش نامناسب
بسیاری از پایانش‌های (به انگلیسی: terminations) سیم آلومینیومی نصب‌شده در دهه‌های ۱۹۶۰ و ۱۹۷۰ که به درستی نصب شده بودند، بدون هیچ مشکلی به کار خود ادامه می‌دهند. با این حال، ممکن است در آینده مشکلاتی ایجاد شود، به‌خصوص اگر اتصالات درابتدا به درستی نصب‌نشده باشند.

### ضریب انبساط وخزش
بیشتر مشکلات مربوط به سیم آلومینیومی معمولاً مربوط به سیم آلومینیوم مفتولی آلیاژی AA-1350 (قبل از سال ۱۹۷۲) است که گاهی به‌عنوان سیم‌کشی آلومینیومی «فناوری قدیمی» شناخته می‌شود، زیرا خواص آن سیم باعث انبساط و انقباض بسیار بیشتری نسبت به سیم مسی یا سیم آلومینیومی امروزی سری AA-8000 می‌شود. سیم آلومینیومی مفتولی قدیمی‌تر نیز با خاصیتی به نام خزش دارای مشکلاتی بود که منجر به تغییر شکل دائمی یا شل شدن سیم در طول زمان تحت بار می‌شود.

### رتبه‌بندی دستگاه‌های الکتریکی
بسیاری از دستگاه‌های الکتریکی مورد استفاده در دهه ۱۹۶۰ دارای پیچ‌های ترمینال فولادی ساده‌تر بودند که اتصال سیم‌های آلومینیومی مورد استفاده در آن زمان به این دستگاه‌ها را در برابر مشکلات آسیب‌پذیرتر می‌کرد. در اواخر دهه ۱۹۶۰، مشخصات دستگاهی به نام CU/AL (به معنای مس-آلومینیوم) ایجاد شد که استانداردهایی را برای دستگاه‌هایی که برای استفاده با سیم آلومینیومی در نظر گرفته شده بود، مشخص کرد. برخی از این دستگاه‌ها از پایانه‌های پیچی بزرگ‌تر برای نگه‌داشتن ایمن‌تر سیم استفاده می‌کردند.

### اکسایش
اکثر فلزات (به استثنای چند مورد، مانند طلا) در معرض هوا آزادانه اکسید می‌شوند. اکسید آلومینیوم رسانای الکتریکی نیست بلکه یک عایق الکتریکی است. در نتیجه، جریان الکترون‌ها از طریق لایه اکسید می‌تواند تا حد زیادی بازداشته شود. با این حال، از آنجا که لایه اکسید تنها چند نانومتر ضخامت دارد، مقاومت اضافه‌شده در بیشتر شرایط قابل توجه نیست. هنگامی که سیم آلومینیوم به درستی مختوم شود، اتصال مکانیکی لایه نازک و شکننده اکسید را می‌شکند و یک اتصال الکتریکی عالی ایجاد می‌کند. تا زمانی که این اتصال شل نشود، هیچ راهی برای نفوذ اکسیژن به نقطه اتصال و تشکیل اکسید بیشتر وجود ندارد.

### اتصال‌بندی سیم‌های آلومینیومی و مسی
موضوع دیگر اتصال سیم آلومینیومی به سیم مسی است. علاوه بر اکسایش روی سطح سیم‌های آلومینیومی که می‌تواند باعث اتصال ضعیف شود، آلومینیوم و مس فلزاتی نامشابه هستند. درنتیجه، خوردگی گالوانیکی می‌تواند در حضور یک الکترولیت رخ دهد و باعث می‌شود که این اتصالات در طول زمان ناپایدار شوند.